# Chi è senza peccato...
Chi è senza peccato... («Quién esté sin pecado...» en italiano) es una película de melodrama italiana de 1952 de Raffaello Matarazzo y protagonizada por Yvonne Sanson, Amedeo Nazzari y Françoise Rosay. Es una adaptación de la novela Geneviève de Alphonse de Lamartine. Era parte de una serie de melodramas románticos en los que aparecieron Nazzari y Sanson durante la década de 1950.

## Argumento
Stefano se enamora de Maria después de que ella lo salva de unos guardias, y cuando se muda a Canadá se casa con ella por poder.

## Reparto
- Yvonne Sanson como Maria Dermoz.
- Amedeo Nazzari como Stefano Brunot.
- Françoise Rosay como la condesa Lamieri.
- Enrica Dyrell como Laura Morresi.
- Enrico Olivieri como Nino.
- Anna Maria Sandri como Lisetta Dermoz.
- Gianni Musy como Dario.
- Gualtiero Tumiati como prete.
- Teresa Franchini como Adele.
- Liliana Gerace como Agnese.
- Rita Livesi
- Giorgio Capecchi como Il consola.
- Giovanni Dolfini como el director de la prisión.
- Michele Malaspina como el fiscal.
- Nino Marchesini como el mariscal.
- Dina Perbellini como la madre superiora.
- Amina Pirani Maggi como la directora de la prisión.